# Predator 2 (videogioco 1991)
Predator 2 è un videogioco d'azione sviluppato dalla Arc Developments e pubblicato dalla Image Works e dalla Konami nel 1991 per i computer MS-DOS, Amiga, Amstrad CPC, Atari ST, Commodore 64 e ZX Spectrum. Il videogioco è ispirato al film Predator 2. Il gioco si sviluppa in prima persona, attraversando Los Angeles, combattendo contro bande di spacciatori e poi contro il Predator come nella trama del film.
Nel 1992 fu pubblicato un altro Predator 2 ispirato allo stesso soggetto, ma sviluppato dalla Perfect Entertainment per console SEGA.